# 메가 몰디브
메가 몰디브(영어: Mega Maldives)는 몰디브의 항공사로 2010년 설립되어 말레에 본사를 두고 있으며 말레 국제공항을 거점으로 운항하고 있다.

## 개요
이 항공사는 2011년 1월 21일 최초로 홍콩에 취항을 시작해 5일마다 한 번 씩 간에 취항했다. 이후 경로가 변경이 되면서 홍콩 ~ 간 노선으로 변경 했으나 5일 패턴으로 지속 되었다. 같은 해 7월에 베이징, 상하이 국제선 노선을 취항하기 시작했다. 현재 메가 몰디브는 중화인민공화국, 홍콩에 취항하고 있다.

## 운항 노선
- 중화인민공화국
  - 상하이 - 상하이 푸둥 국제공항
  - 베이징 - 베이징 수도 국제공항
  - 충칭 - 충칭 장베이 국제공항
  - 청두 - 청두 솽류 국제공항
  - 항저우 - 항저우 샤오산 국제공항
- 홍콩
  - 홍콩 국제공항
- 몰디브
  - 말레 - 말레 국제공항 허브